# Пиньо, Родриго
Родриго Кунья Перейра де Пиньо (порт. Rodrigo Cunha Pereira de Pinho) — бразильский футболист, нападающий клуба «Коритиба».

## Биография
Родриго Пиньо родился в немецком городе Хенштедт-Ульцбург, поскольку его отец Нандо являлся игроком футбольного клуба «Гамбург». Спустя год после рождения сына Нандо вернулся в Бразилию. Родриго Пиньо занимался футболом в академии клуба «Бангу». Его дебют в основном составе «Бангу» состоялся в 2011 году в матче Кубка Рио, где Родриго Пиньо получил серьёзную травму колена, из-за которой не играл в течение шести месяцев . В 2013 году он был отдан в аренду в «Кабуфриенсе» до конца года, но был отозван в сентябре .
Сыграв в начале 2014 года десять матчей за «Бангу» в Лиге Кариока, 30 апреля 2014 года Пиньо был арендован «Мадурейрой» до декабря . К декабрю 2014 года Родриго сыграл 13 матчей и забил 5 голов в Серии С, после чего принял решение не продлевать свой контракт с «Бангу» и подписал полноценный контракт с «Мадурейрой» в следующем месяце.
4 июня 2015 года, в статусе второго бомбардиру Лиги Кариока (9 голов в 15 матчах), Пиньо подписал четырёхлетний контракт с португальской «Брагой» . За свой новый клуб он дебютировал 16 августа в домашнем матче против «Насьоналя» (2:1). Отыграв к концу года только три матча чемпионата, бразилец в начале 2016 года был отдан в аренду «Насьоналю», где и играл до конца сезона. В сезоне 2016/17 Пинью вернулся в «Брагу», но сыграл лишь в десяти матчах чемпионата и забил один гол.
29 июня 2017 года Родриго Пиньо подписал контракт на четыре года с «Маритиму». В июле 2021 года форвард подписал пятилетние соглашение с лиссабонской «Бенфикой». Уже в следующем месяце бразилец получил травму колена и выбыл на неопределённый срок.